# Jumia Travel
 (août 2021).
La mise en forme du texte ne suit pas les recommandations de Wikipédia : il faut le « wikifier ».
Les points d'amélioration suivants sont les cas les plus fréquents :
- Les titres sont pré-formatés par le logiciel. Ils ne sont ni en capitales, ni en gras.
- Le texte ne doit pas être écrit en capitales (les noms de famille non plus), ni en gras, ni en italique, ni en « petit »…
- Le gras n'est utilisé que pour surligner le titre de l'article dans l'introduction, une seule fois.
- L'italique est rarement utilisé : mots en langue étrangère, titres d'œuvres, noms de bateaux, etc.
- Les citations ne sont pas en italique mais en corps de texte normal. Elles sont entourées par des guillemets français : « et ».
- Les listes à puces sont à éviter, des paragraphes rédigés étant largement préférés. Les tableaux sont à réserver à la présentation de données structurées (résultats, etc.).
- Les appels de note de bas de page (petits chiffres en exposant, introduits par l'outil «  Source ») sont à placer entre la fin de phrase et le point final[comme ça].
- Les liens internes (vers d'autres articles de Wikipédia) sont à choisir avec parcimonie. Créez des liens vers des articles approfondissant le sujet. Les termes génériques sans rapport avec le sujet sont à éviter, ainsi que les répétitions de liens vers un même terme.
- Les liens externes sont à placer uniquement dans une section « Liens externes », à la fin de l'article. Ces liens sont à choisir avec parcimonie suivant les règles définies. Si un lien sert de source à l'article, son insertion dans le texte est à faire par les notes de bas de page.
- La présentation des références doit suivre les conventions bibliographiques. Il est recommandé d'utiliser les modèles {{Ouvrage}}, {{Chapitre}}, {{Article}}, {{Lien web}} et/ou {{Bibliographie}}. Le mode d'édition visuel peut mettre en forme automatiquement les références.
- Insérer une infobox (cadre d'informations à droite) n'est pas obligatoire pour parachever la mise en page.

Pour une aide détaillée, merci de consulter Aide:Wikification.
Si vous pensez que ces points ont été résolus, vous pouvez retirer ce bandeau et améliorer la mise en forme d'un autre article.
Jumia Travel est une agence panafricaine de voyage en ligne permettant d’effectuer des réservations d'hôtels, de billets d’avion et de séjours en ligne à travers le continent africain afin de répondre à la demande croissante de voyages de loisirs et d'affaires issue notamment de la classe moyenne africaine,,,,.

## Historique
Jumia Travel a été créée en 2013 par la plateforme d’E-commerce Africa Internet Group (désormais renommée Jumia) fondée par Sacha Poignonnec et Jérémy Hodara et qui compte parmi ses actionnaires les sociétés MTN, Rocket Internet, Millicom, Orange, Axa ainsi que différents partenaires financiers.
Les activités de Jumia Travel ont démarré en juillet 2013 au Nigéria, plus grande économie du continent, et au Kenya, bureau régional fondé par Estelle Verdier. Les activités ont été étendues en 2014 à d'autres pays africains, en commençant par le Sénégal, puis la Côte d’Ivoire et le Cameroun. En 2015, Jumia Travel s'est également développé en Algérie, Éthiopie, Tanzanie et en Ouganda. Elle est aujourd’hui présente dans plus de 40 pays sur le continent.
En 2015, Paul Midy a rejoint Jumia Travel en tant que directeur général. Diplômé de l'École polytechnique en France et de l'université Columbia (États-Unis), Paul Midy a passé sept ans chez McKinsey & Company. 
En juin 2016, la société préalablement nommée Jovago.com change de nom pour Jumia Travel afin de figurer dans l'écosystème du groupe Jumia. En Asie, la marque demeure Jovago. Le groupe Jumia devient la première licorne africaine et est évaluée à plus de 1 milliard de dollars. La même année Jumia Travel signe un partenariat mondial avec AccorHotels pour augmenter son offre de qualité standardisée présentés sur le site et développer les intérêts commerciaux de la chaîne hôtelière française en Afrique.  En 2017 les deux partenaires publient conjointement un rapport sur l'hôtellerie et le tourisme en Afrique,,.
En février 2017, Jumia Travel se lance dans les réservations aériennes en Afrique,.
En décembre 2019, Jumia Travel conclue un contrat de distribution avec Travelstart.

## Activités

### Zone d'action
Le site Jumia Travel est présent dans plus de 40 pays africains, il dispose de 10 bureaux locaux en Afrique et 4 sièges régionaux dans ses principaux marchés africains au Nigéria (Lagos), Kenya (Nairobi), Alger (Algérie) et Dakar (Sénégal). Le site est disponible en anglais et en français ainsi que dans certaines langues africaines (Yoruba, Igbo, Hausa et Swahili,), ce qui fait de Jumia Travel le premier site international à utiliser des langues africaines locales sur son site. Le service à la clientèle est disponible 24/7 et localement à partir de ses bureaux africains.
En décembre 2019, Travelstart a repris le côté opérationnel de l'entreprise.

#### Modèle économique
Le modèle économique de Jumia Travel est basé sur un système de rémunération « à la commission » prélevée directement sur le prix final de la chambre. La commission est définie en accord avec l’hôtel en fonction de sa taille et de son emplacement de la propriété. L'utilisation des services du site internet est gratuite pour les clients.Les clients peuvent choisir de payer en utilisant le paiement à l’arrivée à l’hôtel ou les options de paiement locales, y compris les services de paiement mobile « Mobile Money » telles que M-Pesa, SimplePay ou MTN. En Afrique de l'Est, Jumia Travel offre des tarifs résidents et non-résidents pour le tourisme local et régional en incitant les personnes vivant dans la zone à visiter leurs propres pays et dans les pays voisins,.

##### Spécificités
Jumia Travel offre des tarifs résidents et non-résidents pour encourager les personnes vivant dans la zone à se rendre dans les pays voisins.,
Répondant à une forte croissance de la pénétration d'Internet et des smartphones en Afrique, le site de Jumia Travel utilise certaines technologies web et mobiles récentes telles que le chiffrement via HTTPS, le standard Progressive Web App, le framework AngularJS et fournit un support client via des applications mobiles de messagerie telles que WhatsApp et Viber,.

## Interviews TV
- CNBC AFRICA

- CCTV AFRICA 2014-09-29: l Jovago wants to shed light on less-known destinations in Africa. » Interview Estelle Verdier, Managing Director Jovago East Africa
- RTS1 Radiodiffusion Télévision Sénégalaise- 2015-03-15: Jovago wants to promote tourism in Senegal